# Kutajulu
Kutajulu is een bestuurslaag in het regentschap Karo van de provincie Noord-Sumatra, Indonesië. Kutajulu telt 108 inwoners (volkstelling 2010).